# Can Pla (Riudellots de la Selva)
Can Pla és una masia de Riudellots de la Selva (Selva) inclosa a l'Inventari del Patrimoni Arquitectònic de Catalunya.

## Descripció
Edifici de quatre naus, dues plantes i golfes, amb vessant a laterals. El portal és de pedra rectangular i la llinda presenta un motiu floral en relleu inscrit en un triangle, així com els forats que servien per sostenir un petit porxo. Totes les obertures són emmarcades en pedra amb l'ampit motllurat i les de la planta baixa estàn protegides per reixes de ferro forjat formant una quadrícula. La façana també té un pou adossat i un rellotge de sol esgrafiat amb el text “A y M Lleopart. Mas PLA. 1954”. La data correspon al moment de la reforma realitzada pel pare de l'actual propietari. A l'interior es conserva l'escala de pedra i, al primer pis, trobem portes d'arc conopial i d'altres amb impostes. Una de les llindes porta la data inscrita de 1686. Pel que fa als annexes adossats és interessant destacar un cobert amb un gran arc de rajol i coberta de bigues de fusta directament sota teula.